# Pullach im Isartal
Pullach im Isartal är en kommun vid floden Isar strax söder om München i Landkreis München i Regierungsbezirk Oberbayern i förbundslandet Bayern i Tyskland. Folkmängden uppgick till cirka 
9 000 invånare på en yta av 7 kvadratkilometer. Orten är känd för att tyska underrättelsetjänsten Bundesnachrichtendienst haft sitt säte där.